# Partifecske
A partifecske (Riparia riparia) a madarak osztályának a verébalakúak rendjébe, ezen belül a fecskefélék (Hirundinidae) családjába tartozó faj.
Folyóvizek, nagyobb tavak mentén találkozhatunk Európa legkisebb termetű fecskefajával, a partifecskével. Valószínűleg nem egymagában fogjuk megpillantani, hiszen rendszerint csapatosan jár.

## Előfordulása
Európában, Ázsia és Amerika északi részén fészkel, a hideg időszak elől délre vándorol. Elterjedési területe követi a folyók vonalát.

### Kárpát-medencei előfordulása
A Magyarországon rendszeres fészkelő, április-október hónapokban észlelhető.

## Alfajai
- R. r. riparia (Linnaeus, 1758) – költési területe Észak-Amerika, Eurázsia, észak-Afrika; Dél-Amerikában és Afrikában telel;
- R. r. innominata (Zarudny, 1916) – költési területe Délkelet-Kazahsztán; nem ismert telelőhelye;
- R. r. ijimae (Lönnberg, 1908) – költési területe a Bajkál-tó környékétől és Közép-Mongóliától Észak-Japánig, valamint Északkelet-India; Délkelet-Ázsiában (beleértve a Fülöp-szigeteket is) telel;
- R. r. shelleyi (Sharpe, 1885) – költési területe Egyiptom (Nílus-völgye); Szudántól Eritreáig telel;
- R. r. eilata (Shirihai & Colston, 1992) – költési és telelési területe ismeretlen, izraeli átutazásai révén ismert.

## Megjelenése
A mintegy 10–12 centiméter hosszú madár hátoldala és szárnyai barnák, fehér alsóoldalát csak a mellén szakítja meg egy barna keresztszalag. Csőre rövid, fekete, széles alapú. Farka - mint minden fecskéé - enyhén villás. Szárnyfesztávolsága 26–29 centiméter, testtömege 11–16 gramm, táplálkozási magassága 1–15 m, életkora 3–4 év (max. 10 év). Feje teteje, arcának két oldala, nyaka és hasa fehér. Szárnya hosszú és hegyes. Lába gyenge. A család legkisebb faja. A repülési módja, stílusa alapján is következtethetünk a fajra: kevesebbet siklik, ritkábban változtatja a magasságot, hiányzik belőle a füsti- vagy a molnárfecske kecsessége, légiessége. A füstifecskének röptében is jól kivehető mélyen villás farka, a molnárfecskének pedig fehér hasoldala és farktöve szembetűnő. Fecsketársaihoz hasonlóan a partifecske is ritkán száll földre, de a légtér magasabb régióba se igen emelkedik. Hangja száraz "csrip", riasztóhangja "pritt"-nek hallatszik, éneke pedig halk, dallamos csicsergés.

## Életmódja
Kisméretű rovarokat, levéltetveket, hangyákat, vízi rovarokat és kérészeket zsákmányol. Vonuló madár. Főleg vizek környékén tartózkodik, a bő táplálékkínálat mellett ugyanis itt talál függőleges, omlásos partfalakat, ahová üreget vájhat. Nem kötődik szorosan a vizek közelségéhez, máshol is megtelepszik, ahol talál fészkelésre alkalmas agyagos, homokos, meredek falat. Így gyakoriak a partifecsketelepek az agyag- és homokbányák, kubikgödrök oldalán is. Néha egészen fura lakóhelyet is talál, mint például betonfalú árkok, patakok vékony vízlevezető csöveit. Ilyen csövek segítségével megtelepedésre is igyekeznek rávenni helyenként a partifecskét. A legmagasabb tengerszint feletti magasságban, 4500 méter körül, a Himaláján jegyezték fel telepét.
A telepek nagysága változó, általában 100 körül van az elfoglalt üregek száma, de helyenként gyakoriak a több százas, sőt ezres nagyságrendű telepek. A Tiszán, ahol meglehetősen gyakori fészkelő, az átlagos telepmérete 158 pár, a legnagyobb tiszai telepe pedig (Tiszatelken, amely egyben Európa legnagyobb ismert partifecsketelepe is) az 1980-2000-es években stabilan 1500-2500 pár közötti nagyságú volt. A leghosszabb erdélyi folyón, a Maroson végzett felmérések szerint 18 év leforgása alatt, 650 km-es szakaszon, a fészkek száma 4500 és 11000 között ingadozott. Gyakori eset, hogy a telepen egyes lyukakat társbérlők foglalják el: mezei- és házi veréb, gyurgyalag, jégmadár, seregély stb.
Az afrikai telelőterületekről hazai fecskéink közül legkésőbb, április derekán érkeznek.
Ragadozó madár (kabasólyom, karvaly, héja, gébics) közeledtekor a telep szinte minden tagja levegőbe emelkedik, rövid és éles "pritt" hanggal riasztva. A légi ragadozók közül jobbára csak a kabasólyom képes elfogni röptében egy gyengébben repülő vagy tapasztalatlan egyedet. Természetes ellenségei közé tartoznak a rókák, amelyek képesek fölülről kiásni a fészeküregeket – melyeket valószínűleg hang alapján lokalizálnak –, a településekről elkóborolt macskák pedig a fészkek előtt lesben állva, áldozataikra az üregek kijáratánál lecsapva gyérítik az állományt, elsősorban a lakott területek közelében, homokbányákban kialakult fészkelőtelepeknél. Kígyók, patkányok és menyétfélék is pusztíthatják a fészkelő állományt, elsősorban olyan fészkelőtelepeken, ahol a partfal előtt sok a növényzet vagy fagyökér, amelyeken (illetve amelyek takarásában) a zsákmányleső ragadozók könnyűszerrel feljuthatnak a fészeküreg bejáratához.

## Szaporodása
Folyópartok oldalába, homokbányákba és löszfalakba, 0,5-1 méter hosszú költőüreget vájnak, telepesen fészkelnek. Az afrikai telelőterületről visszaérkezett fecskék közül a hímek új üregek ásásába kezdenek, de még a tojók nélkül. A párválasztás ugyanis szorosan összefügg az üregválasztással. Ha a hím az ásással már 10–15 cm mélyre haladt, a kijárathoz ülve várja az arra járó fecske-menyecskéket. Amint az egyikük a közelbe ér, elrugaszkodik a faltól és az üreg szája előtt kört leírva, csicsergésszerű énekkel csalogatja a tojót. Ez utóbbiak persze nem dőlnek be könnyen, több lyukat is szemrevételeznek az egész nyárra szóló nehéz választás előtt. Amennyiben elkötelezik magukat valamelyik üreg-tulajdonos mellett, segítenek neki az építésben. Az újdonsült asszonyság aztán elszántan fenyegetőzik minden esetlegesen pártában maradt csábító ellen, sőt olykor még saját férjurát is kitessékelné az odúból. Azok a hímek, amelyek pár nélkül maradtak, új üreg ásásába kezdenek a telep más részén, ezért van az, hogy mindig több odú található egy telepen, mint amennyi a költőpárok száma. Amint a pár az üregépítéssel 60–70 cm mélyre halad, egy 10–15 cm átmérőjű végkamrát építenek a leendő fészeknek. A földet lábaik és csőrük segítségével ássák–kaparják és háttal haladva söprik ki. Ebben segítségükre vannak a lábon található, keményebb tollak, az ún. "tollsarkantyú". Az ásás vége felé közeledve a tojó egyre aktívabbá válik, a hím többnyire csak kísérgeti. A szakadatlan nyomonkövetés a tojásrakás előtt 3–5 nappal fokozódik, ebben az időszakban kerül sor a párzásra. A párzást a földön, ágakon vagy esetleg villanydróton ejtik meg. A hím ilyenkor nem távolodik egy méternél messzebb a tojótól. Oka is van rá, hiszen mindig akad egy-egy vetélytárs a közelben. Ekkor a párok már együtt éjszakáznak az új üregben.
Az első tojás lerakásakor még alig van fészekanyag (száraz fűszálak, tollak) a végkamrában, tojásrakás és költés közben azonban tovább bővítik azt. A 4–6 fehér tojáson többnyire a tojó ül, de a hím is kiveszi belőle a részét. A tojó hasán kihullanak a tollak, a bőr ráncosodik, vérellátása bővül, ún. "kotlófolt" alakul ki. Az eleinte csupasz, csak néhány pihével borított csöppségek 2 hét múlva bújnak ki a tojásból. Csukott szemmel jönnek világra, élénksárga szegélyű csőrükkel eleséget követelve rögtön tátogatni kezdenek. Az élelmet mindkét szülő hordja: a legyekből, szúnyogokból, levéltetvekből, kérészekből álló ínyencfalatokat a levegőben fogdossák össze. Táplálékkeresés közben nem távolodnak el a fészektől 1–2 km-nél távolabb. Általában 4–5 alkalommal etetnek óránként.
Az új nemzedék átlagosan 22 nap múlva hagyja el az üreget, de kirepülés után egy hétig még a szülők etetik őket. Az önállóvá vált fiatalok ezután elhagyják a telep környékét, a szülők egy része pedig nekikezd a második költésnek.
|  |  |  |  |

## Vonulás
Vonulás előtt a partifecskék nagy csapatokban gyülekezve nádasokban éjszakáznak. Egy költőterület madarai rendszerint a vonulás során is együtt maradnak. Napközben repülnek dél felé, éjszaka pihennek. Az európai költőállomány az afrikai Szahel-övezetben, ill. attól délre tölti a telet. A régió csapadékviszonyai döntően befolyásolják az áttelelő fecskék túlélési arányát: egy száraz időszak után csak kis hányaduk tér vissza szülőföldjére. A halálozási arány normális feltételek között is magas, 50–70% között mozog, a fiatalok körében valamivel magasabb. Gyűrűzött madarak közül a legidősebb 10 éves kort ért meg.

## Védettsége
Magyarországon védett madár, természetvédelmi értéke 50 000 forint. Homokkitermeléssel pusztítják a fészkelőhelyeiket, Afrikában a szárazság tizedeli meg az állományt.